# Železno (Trebnje, Slovenija)
Železno je naselje u slovenskoj Općini Trebnju. Železno se nalazi u pokrajini Dolenjskoj i statističkoj regiji Jugoistočnoj Sloveniji. 

## Stanovništvo
Prema popisu stanovništva iz 2002. godine naselje je imalo 58 stanovnika.